# 上田昌孝 (政治家)
上田 昌孝（うえだ まさたか、1943年（昭和18年）5月3日 - ）は、日本の政治家。富山県滑川市長（3期）。元滑川市議会議員（5期）。

## 来歴
滑川市立早月中学校、富山県立上市高等学校、日本大学経済学部卒業。大学時代は陸上部に所属し、円盤投げに打ち込んだ。
滑川市議会議員を5期務める。その間、議長を歴任した。
2010年（平成22年）2月14日に行われた滑川市長選挙に立候補。2002年の市長選で現職の沢田寿朗を3千票以上の差で破った民主党・自民党・国民新党の推薦と連合富山の支持を得た現職の中屋一博を破り（2006年の市長選は無投票当選）、初当選を果たした。2月23日、市長就任。
※当日有権者数：27,301人 最終投票率：65.85%（前回比：pts）
| 候補者名 | 年齢 | 所属党派 | 新旧別 | 得票数  | 得票率 | 推薦・支持                                        |
| -------- | ---- | -------- | ------ | ------- | ------ | ------------------------------------------------- |
| 上田昌孝 | 66   | 無所属   | 新     | 9,884票 | 55.52% |                                                   |
| 中屋一博 | 62   | 無所属   | 現     | 7,918票 | 44.48% | （推薦）民主党・自民党・国民新党 （支持）連合富山 |

2014年（平成26年）、自民党の推薦を得た元副市長の久保真人、前回戦った元職の中屋を抑え、再選。
※当日有権者数：27,083人 最終投票率：64.70%（前回比：-1.15pts）
| 候補者名 | 年齢 | 所属党派 | 新旧別 | 得票数  | 得票率 | 推薦・支持     |
| -------- | ---- | -------- | ------ | ------- | ------ | -------------- |
| 上田昌孝 | 70   | 無所属   | 現     | 9,395票 | 54.11% |                |
| 久保真人 | 59   | 無所属   | 新     | 4,164票 | 23.98% | （推薦）自民党 |
| 中屋一博 | 66   | 無所属   | 元     | 3,805票 | 21.91% |                |

2018年（平成30年）、社民党県副幹事長を務めた元市議副議長の水野達夫を小差で破り3選。
※当日有権者数：27,666人 最終投票率：55.12%（前回比：-9.58pts）
| 候補者名 | 年齢 | 所属党派 | 新旧別 | 得票数  | 得票率 | 推薦・支持 |
| -------- | ---- | -------- | ------ | ------- | ------ | ---------- |
| 上田昌孝 | 74   | 無所属   | 現     | 7,749票 | 51.25% |            |
| 水野達夫 | 54   | 無所属   | 新     | 7,371票 | 48.75% |            |

2022年（令和4年）1月30日、市長選挙が告示。4選を目指す上田と水野達夫の2人が立候補。自民党滑川市連は水野を推薦したが、自民党市議9人のうち、開田晃江、竹原正人、青山幸生の3人は上田を支持したため、保守分裂選挙となった。公明党県本部は自主投票とした。2月6日に投票が行われ、水野に敗れ落選。
※当日有権者数：27,505人 最終投票率：55.53%（前回比：+0.41pts）
| 候補者名 | 年齢 | 所属党派 | 新旧別 | 得票数  | 得票率 | 推薦・支持             |
| -------- | ---- | -------- | ------ | ------- | ------ | ---------------------- |
| 水野達夫 | 58   | 無所属   | 新     | 8,432票 | 55.65% | （推薦）自民党滑川市連 |
| 上田昌孝 | 78   | 無所属   | 現     | 6,719票 | 44.35% |                        |